# Proxmox Virtual Environnement
Proxmox Virtual Environnement (abrégé Proxmox VE ou PVE) est une plateforme de virtualisation libre (licence AGPLv3) basée sur l'hyperviseur Linux KVM, et offre aussi des conteneurs avec LXC. Elle propose un support payant.

Elle est fournie avec un packaging par Proxmox Server Solutions GmbH.
Proxmox est une solution de virtualisation de type « bare metal ».
L'installation de Proxmox VE s'effectue via une image ISO. L'installateur configure les élements suivant :
- Système d'exploitation complet (distribution Linux Debian stable 64 bits)
- Partitionnement de disque dur avec LVM2
- Support de LXC (conteneurs) et du module KVM (virtualisation complète)[2],[3]
- Outils de sauvegarde et de restauration
- Interface web d'administration et de supervision.
- Fonctions de clustering qui permet par exemple la migration à chaud des machines virtuelles d'un serveur physique à un autre (à condition d'utiliser un stockage partagé, SAN, ou Ceph sinon la migration entraîne une courte interruption lors du redémarrage sur un autre nœud du cluster).

L'installation du système via l'image ISO formate le disque dur, cela entraîne l'effacement complet des données qui pouvaient être présentes sur celui-ci. Cependant, étant donné que Proxmox VE repose sur une distribution Debian, il est tout à fait possible de l'installer à partir de paquets sur une machine existante, sans pour autant perdre ses données.

## Caractéristiques de Proxmox VE
Propose deux types de virtualisation :
- virtualisation matérielle (ou complète) : KVM : permet la virtualisation de tout système d'exploitation sur des processeurs d'architectures x86_64 disposant des technologies Intel VT ou AMD-V,
- virtualisation par conteneur LXC : permet la création d'instances de système d'exploitation isolées, Linux uniquement, appelées serveurs privés virtuels (VPS), environnements virtuels (VE) ou conteneur. Cette solution est plus performante (consomme moins de ressources) qu'une virtualisation matérielle du fait du peu d'overhead.

Proxmox VE est gratuit. Le support via la société Proxmox Server Solutions GmbH est payant.

## Système requis
Il est recommandé d'utiliser des serveurs modernes, surtout pour des services de production. Comme toute technologie de virtualisation, un problème touchant une machine physique affectera toutes les machines virtuelles installées sur celui-ci. Ce risque est cependant atténué par l'utilisation de la haute disponibilité (HA) offerte par la solution depuis la version 2.0. Proxmox VE supporte le clustering, ce qui signifie que des installations multiples de Proxmox VE peuvent être centralisées et contrôlées par l'intermédiaire de la fonction Cluster incluse dans l'interface d'administration du logiciel.
Proxmox VE utilise le stockage local (DAS), il n'y a donc pas d'obligation d'acquérir un équipement SAN onéreux. Mais il est recommandé d'avoir un stockage centralisé pour pouvoir utiliser la fonction de migration des machines virtuelles à chaud.
Depuis la V1.5, il est désormais possible d'utiliser des disques en iSCSI pour stocker les machines virtuelles, ce qui permet d'assouplir le fonctionnement en cluster. D'autres types de stockage sont utilisables, comme NFS.

### Système minimum requis
- CPU 64 bits (Intel EM64T ou AMD64)
- 1 Go de RAM
- Disque dur
- Carte réseau

### Système recommandé
- CPU 64 bits (Intel EM64T ou AMD64), microprocesseur multi-cœur recommandé
- Carte-mère et BIOS compatible Intel VT/AMD-V (pour le support de la virtualisation par KVM)
- 4 Go de RAM ou plus (pas limité grâce au noyau 64 bits)
- RAID matériel avec batterie pour sauvegarder les données
- Disques durs rapides, meilleurs résultats obtenus avec des disques à 15 000 tr/min Serial Attached SCSI en RAID 10 ou des solid-state drive (SSD)
- 2 cartes réseaux
- Alimentation sans interruption